# Ricostruzione di un amore
Ricostruzione di un amore (Reconstruction) è un film del 2003 diretto da Christoffer Boe, vincitore della Caméra d'or per la miglior opera prima al 56º Festival di Cannes.

## Riconoscimenti
- 2003 - Festival di Cannes
  - Caméra d'or per la miglior opera prima
- 2003 - Premio Amanda
  - Miglior esordiente nordico
- 2004 - Premio Robert
  - Miglior montaggio
  - Miglior sonoro
- 2008 - Camerimage
  - Rana di bronzo (Manuel Alberto Claro)